# はづき藍

はづき 藍（はづき あい、1978年8月2日 - ）は、日本の脚本家、映画評論家。本名：相川 はづき（あいかわ はづき）。血液型はO型。

## 人物
北海道生まれ。4歳でニューヨークに移住。帰国後はインターナショナル・スクールに8年通う。その後一般枠で東京大学に入学。
環境汚染とサイエンスフィクションを交えたオリジナル脚本が審査員の目にとまり、当時現役東京大学理学部生でありながら2000年クラリオンガールに映画監督として抜擢される。2001年には大学を休学し、監督業に専念する。
クラリオンガール発表を新聞で見た、映画プロデューサーの奥山和由に声をかけられ、以来仲良くなる。はづき藍は、2001年に奥山の人生を綴るドキュメンタリー映画「YANCHA」を完成。「YANCHA」は奥山の幼少時代のエピソードや実の母親のインタビューを含み、奥山の知らざれる一面を描写。海外の観賞者のためにナレーションは英語である。以後、奥山がプロデュースした一ノ瀬泰造の映画「TAIZO」にも貢献している。
クラリオンガール選出後もテレビやCM出演などで芸能活動を続けるが、2003年に「テレビに出たりするのは嫌いじゃないけど、制作が一番おもしろいから」という理由で渡米。医学ジャーナリズムのライター・レポーターとして某癌医学論文雑誌の編集者を務め、2010に退社。同時に独自のプロダクション「ノカ・プロダクション」をクリエイティブパートナーのアンドレ・アリストラトフとニューヨークで設立。以来、脚本家・コマーシャルや短編映画の映像作家「相川はづき」として活動を続けている。

## 作品
- In Exchange For Wilson (16mm, 2min)
- Sleeping Beauty (Digital, 4min)
- Gone (Digital, 12min)
- Last Statement (40 min)
- Upgrade (2min)
- The Violin and the City (10 min)

## 参考資料
- 『日刊スポーツ 2000年7月24日』